# 프레데리크 쇼팽의 작품 목록
다음은 프레데리크 쇼팽이 작곡한 작품 목록이다.

## 작품 목록
- 21개의 녹턴 (작품번호 9에 속하는 3곡, 작품번호 15에 속하는 3곡, 작품번호 27에 속하는 2곡, 작품번호 32에 속하는 2곡, 작품번호 37에 속하는 2곡, 작품번호 48에 속하는 2곡, 작품번호 55에 속하는 2곡, 작품번호 62에 속하는 2곡, 작품번호 72에 속하는 1곡, 작품번호 없는 2곡)
- 58개의 마주르카
- 4개의 발라드 (순서대로 작품번호 23의 사단조, 작품번호 38의 바장조, 작품번호 47의 내림 가장조, 작품번호 52의 바단조)
- 1개의 뱃노래(barcarolle) 작품번호 60의 올림 바장조
- 1개의 자장가(berceuse) 작품번호 57의 내림 라장조
- 1개의 볼레로
- 2개의 부레
- 3개의 소나타 (순서대로 작품번호 4의 다단조, 작품번호 35의 내림 나단조, 작품번호 58의 나단조)
- 4개의 스케르초 (순서대로 작품번호 20의 나단조, 작품번호 31의 내림 나단조, 작품번호 39의 올림 다단조, 작품번호 54의 마장조)
- 3개의 에코세즈
- 27개의 연습곡 (작품번호 10에 속하는 12곡, 작품번호 25에 속하는 12곡, 작품번호가 없는 3곡)
- 20개의 왈츠
- 26개의 전주곡 (작품번호 28에 속하는 24곡과 작품번호 45의 올림 다단조 한곡과 작품번호 없는 내림 가장조 한곡)
- 4개의 즉흥곡 (순서대로 작품번호 29의 내림 가장조, 작품번호 36의 올림 바장조, 작품번호 51의 내림 사장조, 작품번호 66의 올림 다단조. 이 중 4번째 곡인 작품번호 66은 환상즉흥곡이라는 부제로 매우 유명하다.)
- 18개의 폴로네이즈 (피아노와 오케스트라를 위한 <Andante spianato and Grande polonaise brilliante>와 환상 폴로네이즈를 제외한다면 16개)
- 1개의 푸가
- 1개의 환상곡 (작품 49, 바단조)

## 녹턴
| No. | 조성       | Opus          | 출판연도 | 작곡연도  | 첫 부분 | 연주              |
| --- | ---------- | ------------- | -------- | --------- | ------- | ----------------- |
| 1   | 내림나단조 | Op. 9, No. 1  | 1832     | 1830–1832 |         | 플로렌스 로비누   |
| 2   | 내림마장조 | Op. 9, No. 2  | 1832     | 1830–1832 |         | 마사 골드스타인   |
| 3   | 나장조     | Op. 9, No. 3  | 1832     | 1830–1832 |         | 파트리치아 프라티 |
| 4   | 바장조     | Op. 15, No. 1 | 1833     | 1830–1832 |         |                   |
| 5   | 올림바장조 | Op. 15, No. 2 | 1833     | 1830–1832 |         |                   |
| 6   | 사단조     | Op. 15, No. 3 | 1833     | 1833      |         | 올가 구레빅       |
| 7   | 올림다단조 | Op. 27 No. 1  | 1837     | 1836      |         |                   |
| 8   | 라장조     | Op. 27 No. 2  | 1837     | 1836      |         |                   |
| 9   | 나장조     | Op. 32 No. 1  | 1837     | 1837      |         |                   |
| 10  | 내림가장조 | Op. 32 No. 2  | 1837     | 1837      |         |                   |
| 11  | 사단조     | Op. 37 No. 1  | 1840     | 1838      |         |                   |
| 12  | 사장조     | Op. 37 No. 2  | 1840     | 1839      |         | 올가 구레빅       |
| 13  | 다단조     | Op. 48 No. 1  | 1841     | 1841      |         | 루크 폴크너       |
| 14  | 올림바단조 | Op. 48 No. 2  | 1841     | 1841      |         | 루크 폴크너       |
| 15  | 바단조     | Op. 55 No. 1  | 1844     | 1842–1844 |         |                   |
| 16  | 내림마장조 | Op. 55 No. 2  | 1844     | 1842–1844 |         |                   |
| 17  | 나장조     | Op. 62 No. 1  | 1846     | 1846      |         |                   |
| 18  | 마장조     | Op. 62 No. 2  | 1846     | 1846      |         |                   |
| 19  | 마단조     | Op. 72 No. 1  | 1855     | 1827–29   |         | 피터 존스턴       |
| 20  | 올림다단조 | P 1 No. 16    | 1870     | 1830      |         | 아론 둔           |
| 21  | 다단조     | P 2 No. 8     | 1938     | 1847-1848 |         | 다이애나 휴즈     |

## 연습곡

### 작품번호 10번
쇼팽은 이 12곡을 전부 프란츠 리스트에게 헌정했다.
| 곡명               | 조성       | 곡명                | 조성       |
| ------------------ | ---------- | ------------------- | ---------- |
| 연습곡 Op. 10, 1번 | 다장조     | 연습곡 Op. 10, 7번  | 다장조     |
| 연습곡 Op. 10, 2번 | 가단조     | 연습곡 Op. 10, 8번  | 바장조     |
| 연습곡 Op. 10, 3번 | 마장조     | 연습곡 Op. 10, 9번  | 바단조     |
| 연습곡 Op. 10, 4번 | 올림다단조 | 연습곡 Op. 10, 10번 | 내림가장조 |
| 연습곡 Op. 10, 5번 | 내림사장조 | 연습곡 Op. 10, 11번 | 내림마장조 |
| 연습곡 Op. 10, 6번 | 내림마장조 | 연습곡 Op. 10, 12번 | 다단조     |

### 작품번호 25번
쇼팽은 이 12곡을 전부 리스트 부인인 마리 다구(Marie d'Agoult) 부인에게 헌정했다.
| 곡명               | 조성       | 곡명                | 조성       |
| ------------------ | ---------- | ------------------- | ---------- |
| 연습곡 Op. 25, 1번 | 내림가장조 | 연습곡 Op. 25, 7번  | 올림다단조 |
| 연습곡 Op. 25, 2번 | 바단조     | 연습곡 Op. 25, 8번  | 내림라장조 |
| 연습곡 Op. 25, 3번 | 바장조     | 연습곡 Op. 25, 9번  | 내림사장조 |
| 연습곡 Op. 25, 4번 | 가단조     | 연습곡 Op. 25, 10번 | 나단조     |
| 연습곡 Op. 25, 5번 | 마단조     | 연습곡 Op. 25, 11번 | 가단조     |
| 연습곡 Op. 25, 6번 | 올림사단조 | 연습곡 Op. 25, 12번 | 다단조     |

### 3개의 새로운 연습곡
| 곡명   | 조성       |
| ------ | ---------- |
| 연습곡 | 바단조     |
| 연습곡 | 내림가장조 |
| 연습곡 | 내림라장조 |

## 피아노와 관현악
- 2개의 피아노와 오케스트라를 위한 협주곡 - 피아노 협주곡 1번, 피아노 협주곡 2번
- 4개의 다른 작품 - 《Là ci darem la mano》에 의한 변주곡, 《Krakowiak》, 《Grande Fantaisie on Polish Airs》, 《Andante spianato and Grande Polonaise brillante》(폴로네이즈로 분류된다면 제외)

## 가곡
- 17개의 피아노와 성악을 위한 폴란드 노래

## 실내악
- 1개의 피아노 트리오 (바이올린, 첼로, 피아노)
- 1개의 첼로와 피아노를 위한 소나타
- 2개의 첼로와 피아노를 위한 2중주

## 같이 보기
- 프레데리크 쇼팽
- 녹턴
- 마주르카
- 왈츠